# Antônio Penaforte de Sousa
Antônio Penaforte de Sousa (?, ? — ?, ?) foi um político brasileiro. Exerceu o mandato de deputado classista constituinte na Assembléia Nacional Constituinte instalada em 15 de novembro de 1933. Tendo participado da elaboração da Constituição promulgada em 16 de julho de 1934, terminou seu mandato no dia 27 do mês seguinte.